# Adventice

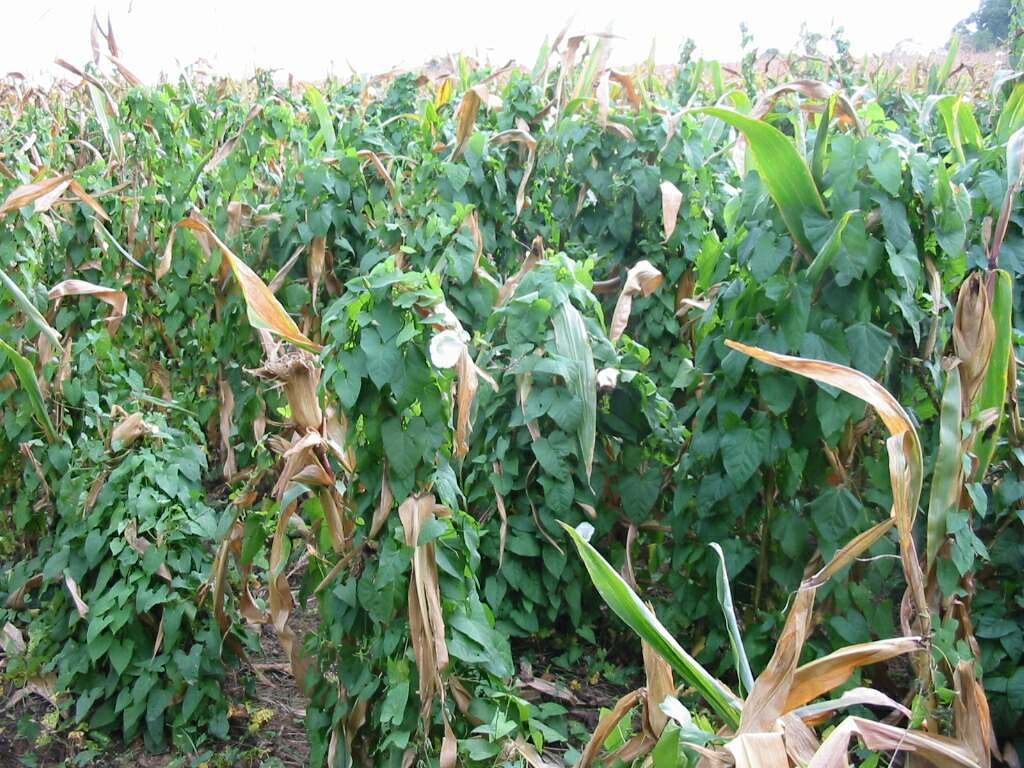
Liseron des haies sur maïs

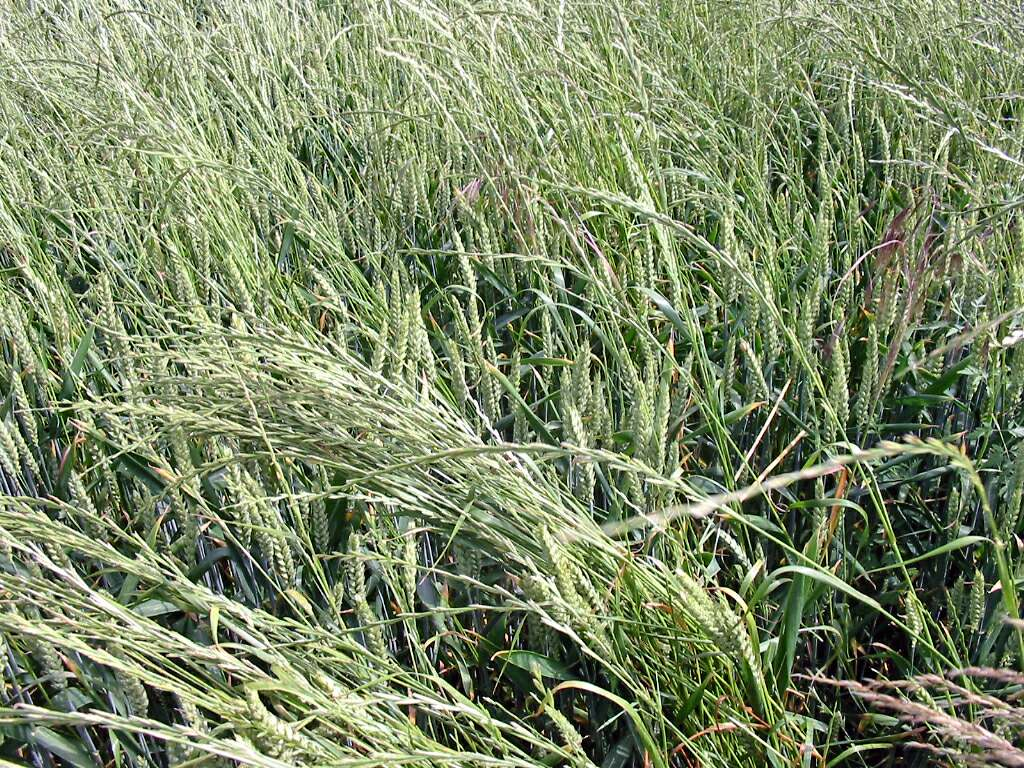
Chiendent officinal sur blé tendre

Pour les articles homonymes, voir Adventice (homonymie) et mauvaise herbe (homonymie).
Le terme d'adventice, généralement associé aux plantes, vient du latin adventicius issu du verbe advenire, « qui vient de l'extérieur » également nommées  « mauvaises herbes ». 
Il désigne, pour les agriculteurs et les jardiniers, une plante qui pousse dans un milieu aménagé (champ, massif…) sans y avoir été intentionnellement introduite, et c'est pourquoi on les nomme parfois « spontanées ». Les adventices ont longtemps été globalement considérées comme nuisibles à la production agricole. En pratique, l'approche actuelle passe généralement par la définition de seuils de nuisibilité dépendant de l'état de la culture principale et de la densité des adventices considérées. Des recherches récentes montrent cependant qu'elles peuvent également être bénéfiques,.
Leur contrôle est le principal objectif des pratiques agricoles de désherbage.
Les adventices ne doivent pas être confondues avec d'autres catégories de plantes, également non directement productives dans les cultures, mais qui sont volontairement introduites par l'agriculteur, comme les gazons d'enherbement intercalaires et certains engrais verts. Cependant, l'enherbement volontaire est parfois réalisé avec les herbes présentes naturellement, c'est-à-dire des adventices dont le développement doit être contrôlé, comme pour les autres intercalaires.

## Définition
En agronomie, ce mot désigne une plante herbacée ou ligneuse qui se trouve dans un agroécosystème sans y avoir été intentionnellement installée. Il correspond approximativement aux expressions « mauvaises herbes » ou « herbes folles » dans le langage courant. Le terme « adventice » a été introduit par les agronomes à partir de la fin du XVIIIe siècle pour remplacer celui de « mauvaise herbe », considéré comme non-neutre. En effet, les espèces de plantes adventices peuvent s'avérer bénéfiques, neutres ou néfastes pour les activités humaines, suivant le contexte dans lequel elles poussent. Le terme « mauvaise herbe » désigne plus spécifiquement une plante dont la présence est indésirable à un endroit donné.
Le terme est parfois utilisé hors du domaine agronomique. On trouve l'appellation « adventice des cours d'eau » pour des plantes qui entravent par leur développement les activités nautiques ou « adventice des prairies permanentes ».
Le terme « messicole », bien qu’imparfaitement défini, s’applique aux adventices annuelles, à germination hivernale, strictement inféodées aux champs de céréales qui n’entrent pas en compétition avec la culture, mais présentent une valeur patrimoniale ou de support pour la diversité faunistique.
Le terme mauvaise herbe nuisible (traduction de l'anglais noxious weed) est une notion anglo-saxonne proche du français « mauvaise herbe » qui désigne généralement des adventices introduites et envahissantes.
La malherbologie désigne l'ensemble des sciences et des techniques permettant d’étudier ces « mauvaises herbes » qui croissent spontanément, pour les combattre.

## Caractéristiques botaniques des adventices

### Diversité des flores adventices
La composition des flores adventices dépend du mode de gestion du milieu pris en compte : une pelouse de graminées pérennes est conduite de façon totalement différente d'une parcelle agricole en grandes cultures annuelles, Les adventices doivent pouvoir survivre et se multiplier dans ces conditions. Elle dépend des opportunités offertes par le climat, le sol, le paysage et par l'environnement économique : apport de graines d'adventices par les animaux, les machines, des semences polluées. Des études statistiques avec identification précise des adventices permettent de caractériser ces flores, par exemple la « flore adventice des cultures céréalières annuelles du Burkina Faso » ou la  « flore adventice des vignes en Gironde ».
Dans le cadre de la production agricole, les adventices peuvent être des espèces non cultivées installées dans un champ, mais aussi les repousses d'une culture précédente. Ces flores évoluent constamment avec les changements de pratiques agricoles, en particulier celles de désherbage , le changement climatique…
À titre d'illustration il existe en France 220 espèces d'adventices importantes, mais 1 200 espèces peuvent se rencontrer dans les agroécosystèmes (ce qui représente le cinquième de la flore française) et 26 sont très fréquentes. Les adventices appartiennent à un grand nombre de familles botaniques mais plus de la moitié des espèces fréquemment rencontrées appartiennent à l’une des familles suivantes : Astéracées, Poacées, Cyperacées, Polygonacées, Brassicacées et Apiacées,. La famille des Poacées contient le plus grand nombre d'adventices (mais aussi le plus grand nombre de plantes cultivées).

### Stratégies écologiques
Les adventices présentent généralement une stratégie écologique de type rudéral. Cette stratégie est adaptée aux environnements fréquemment perturbés et riches en ressources (lumière, nutriments), comme les agroécosystèmes. La stratégie rudérale est caractérisée par des exigences nutritionnelles élevées, un cycle court (caractérisé par un fort taux de croissance, une petite taille et une floraison précoce) et un fort investissement dans la reproduction (production d’un grand nombre de petites graines, maintenant leur capacité germinative sur une longue période),,,. Néanmoins, les adventices présentent d'autres stratégies, intermédiaire entre une stratégie totalement rudérale et une stratégie totalement compétitive,. Les adventices peuvent être :
- des plantes vivaces qui se reproduisent de façon végétative, ou restent en place plusieurs années : chiendent, laiteron des champs, liseron, tussilage, chardon…
- des plantes annuelles qui se reproduisent par graines, avec fréquemment un fort potentiel de reproduction : amarante, coquelicot, chénopode, sétaire, folle avoine, véronique, stellaire…

Les communautés d’adventices sont largement ouvertes aux nouvelles espèces en raison de trois caractéristique du champ cultivé : faible diversité, perturbations fréquentes et ressources abondantes. Elles se reconstituent après chaque perturbation, à partir de la banque de graines, accumulée dans le sol depuis parfois plusieurs années.
Les facteurs qui influent les communautés d’adventices peuvent être divisés en trois catégories : les conditions locales (climat, type de sol, structure du paysage), les facteurs abiotiques liés à la culture (herbicides, travail du sol, fertilisation) et les facteurs biotiques (culture, pathogènes et ravageurs, microorganismes).

### Histoire évolutive

#### Écosystèmes d'origine
Certaines espèces d'adventices étaient présentes dans les toundras européennes pendant la dernière glaciation. D'autres espèces proviennent des habitats habituels des espèces rudérales (écosystèmes fréquemment perturbés et souvent riches en nutriments) : bords de rivières et côtes, éboulis rocheux, dunes, falaises, marais salés,…

#### Migrations
Les adventices peuvent migrer mélangées aux lots de semences. Les adventices du Proche-Orient se sont ainsi propagées en Europe au fur et à mesure que l'agriculture s'étendait. Déjà adaptées aux pratiques agricoles, elles se sont progressivement adaptées au climat
Elles peuvent également être introduites dans des régions où l'agriculture existe déjà, par les activités humaines : transport de marchandises, de bétail, de graines, déplacement des personnes et des véhicules… Dans ces conditions, leur implantation connaît plusieurs phases. Elles constituent tout d'abord une petite population très localisée. dans une deuxième phase, elles se propagent le long des axes de communication ou peuvent s'implanter dans les friches industrielles ou agricoles. À ce stade, elles sont généralement incapables de s'implanter dans les parcelles cultivées. Elles deviendront des adventices lorsque leur évolution ou la mutation des pratiques agricoles leur permettront de pénétrer dans l'agroécosystème.

#### Mimétisme vavilovien
De nombreuses espèces d'adventices ont subi des processus de mimétisme vavilovien, qui les a menées à développer des caractéristiques morphologiques, physiologiques ou phénologiques proches de celles de la culture qu'elles habitent préférentiellement. C'est le cas du lin bâtard dans le lin cultivé, d'Echinochloa crus-galli oryzoides dans le riz, de Bromus secalinus dans le seigle ou de la vesce dans la lentille.

#### Modifications génomiques
Du fait des pressions évolutives particulières aux agroécosystèmes, les espèces d'adventices présentent souvent des modifications importantes de leur génome qui incluent des remaniements chromosomiques, des hybridations entre espèces et des phénomènes de polyploïdie. Ces phénomènes peuvent conduire à l'apparition d'espèces ou de sous-espèces nouvelles (neotaxons). On peut citer parmi ces neotaxons Lolium temulentum ou les variants hexaploïdes de Roemeria hybrida.

### Semences
Les semences des adventices se caractérisent par :
- une grande longévité, liée à une résistance à la dessiccation ou l'asphyxie lors d'un enfouissement profond, grâce à leur tégument plus ou moins imperméable à l'eau et à l'air.
- un grand stock dans le sol (la « banque de graines »), de l'ordre de 20 à 400 millions par hectare sur 10 à 15 cm de profondeur, dont 5 à 10 % représenterait la flore de surface ou selon Barralis 7 000 individus/graines par mètre carré sur 30 cm de profondeur ; « La densité des semences dans le sol est plus élevée entre 0–10 cm et 10–20 cm qu'entre 20–30 cm; leur viabilité est supérieure à 80 % pour la majorité des espèces et elle est indépendante de la profondeur d'enfouissement »[26].
- Les graines sont généralement de petite taille et nombreuses
- Elles peuvent être dispersées à la fois à courte et à longue distance

### Périodes de germination
Selon l'espèce, la période préférentielle de germination varie :
- germination d'automne et d'hiver pour les adventices trouvées dans les céréales d'hiver et le colza : coquelicot, gaillet, myosotis, renoncule des champs, vulpin, folle avoine…
- germination de printemps : chénopode, arroche, renouée…
- germination estivale : amarante, mercuriale, morelle, sétaire, digitaire…
- germination en toute saison (hors hiver en zone froide ou fraîche) : rumex, véronique, pâturin, séneçon, mouron des oiseaux…

Seule une petite partie (5-10 %) de la banque de graines germe chaque année.

### Taux annuel de décroissance
La taux annuel de décroissance indique le pourcentage de graines perdant leur capacité germinative au-cours d'une année. Il est proche de 100 % pour le brome et le tussilage. Le stock semencier de ces plantes a donc pratiquement disparu au bout d'un an. Il est de 10 à 30 % pour le pâturin annuel, les rumex ou le mouron des champs, ce qui signifie que 50 % du stock semencier est encore présent après 7 à 8 ans.

### Profondeur de germination
La profondeur à partir de laquelle les adventices sont susceptibles de germer avec succès varie entre les espèces. Elle est de 2 à 3 cm pour le coquelicot ou le pâturin annuel mais peut atteindre plus de 10 cm pour le vulpin des champs et le gaillet grateron, et jusqu'à 20 cm pour la folle avoine.

### Production semencière
La capacité de production de semence va de quelques centaines à plus de 10 000 graines par plante.
Parmi les adventices produisant moins de 500 graines par plante, on peut citer la folle avoine et le brome stérile. Parmi les adventices pouvant produire plus de 10 000 graines par plante, on peut citer le coquelicot.

## Effets néfastes des adventices sur la production agricole
La « nuisibilité » des adventices pour l'homme prend plusieurs formes, :
- La compétition pour la lumière, l'eau ou les nutriments. Les adventices s'alimentent au détriment des cultures. Cette concurrence est fonction de la nature des adventices, de la densité de population, de l'influence de la fumure et des conditions climatiques favorables aux « mauvaises herbes ». Les adventices peuvent aussi provoquer des pertes de rendement par parasitisme (les orobanches ou les Striga, par exemple) ou par allélopathie.
- La dépréciation des récoltes en raison de graines ou fragments d'adventices qui diminuent la qualité de la production. Les graines d'adventices comme la morelle ou la nielle sont respectivement toxiques ou susceptibles de donner un mauvais goût. Dans l'ensilage ou la récolte en sec d'herbage, la présence de renoncules, de prêles, de fougères, de colchiques, ou de mercuriales peut provoquer des accidents, alors qu'elles ne sont pas consommées en vert par les animaux.
- des difficultés de ramassage (bourrage des machines) peuvent être provoquées par le gaillet ou le chénopode lors de la récolte des betteraves.
- Certaines graminées adventices peuvent favoriser la verse des céréales et ainsi affecter la mise en œuvre de la récolte.
- Le développement de certains ravageurs et de certaines maladies peut être favorisé par le microclimat créé par des adventices envahissantes, ou par leur rôle de réservoir ou de plantes relais pour des virus, bactéries, champignons, acariens ou insectes.
- La nuisibilité secondaire est liée à la capacité des adventices à se disperser dans l’espace et dans le temps, en constituant des stocks de semences dont la persistance de la capacité germinative s’étale sur plusieurs années[3]. Il s’agit d’une nuisibilité potentielle entraînant des contraintes sur le choix des cultures et des pratiques agricoles à l’échelle de la rotation.

Les adventices sont les organismes responsables de la plus grosse perte potentielle de rendement sur les grandes cultures (blé, orge, maïs…) et sont responsables, très variables à l'échelle locale d’une perte de rendement de 10 % en moyenne à l’échelle mondiale. Toutes les espèces adventices n'ont pas la même nuisibilité,. Les adventices de grande taille, de grande étendue latérale, ayant une forte biomasse et, pour les graminées, un grand nombre de talles, sont plus susceptibles de capturer les ressources avant la culture. Dans le cas de la compétition pour l'eau, la profondeur d'enracinement est également un facteur de nuisibilité. Un fort taux de croissance en début de cycle et une phénologie similaire à celle de la culture sont également des facteurs qui permettent aux adventices de s'installer et de se développer dans la culture et donc d'entrer en compétition.
Étant donné que la compétition est définie comme le partage de ressources entre individus d'une ressource limitée, le niveau de compétition exercé par les adventices dépend surtout de la quantité de ressources disponibles par rapport à la demande des adventices (donc à leur nombre (densité) et leur identité et de la culture.

## Effets positifs des adventices pour la production agricole
Les adventices ont également des effets sur le fonctionnement de l’agroécosystème qui sont neutres ou positifs pour les humains. Elles servent de nourriture aux invertébrés, aux oiseaux et aux microorganismes, dont certains sont des auxiliaires de culture. Le liseron joue ainsi plusieurs rôles importants, quand on sait le gérer, dont celui de maintenir les mycorhizes pendant l'hiver. Elles peuvent limiter l’érosion ou fixer de l’azote. Elles peuvent avoir une utilité directe comme engrais, fourrages, aliments, teintures ou source de médicaments. Elles sont également des espèces potentielles pour la domestication: plusieurs cultures actuelles, comme l'avoine et le seigle, sont d'anciennes adventices. L’amarante et le chénopode, considérées dans l'Europe contemporaine comme des adventices problématiques, étaient cultivées par certaines cultures précolombiennes et pourraient constituer des sources de nourriture intéressantes,,.
Gérard Ducerf et Camille Thiry ont montré dans Les plantes bio-indicatrices que leur observation permet de déterminer très finement la nature d’un sol, ses carences et ses excès (matière organique végétale ou animale, tassement, dégradation, excès en nitrates, etc.).
Les naturalistes chinois ont depuis longtemps observé les caractéristiques des adventices en reliant « utilement leurs connaissances minéralogiques et botaniques, donnant jour à ce que l’on appelle la prospection géo-botanique. Ils avaient remarqué que l’occurrence de certaines plantes en un endroit donné pouvait être indicatrice de la présence souterraine de gisements de zinc, de sélénium, de nickel ou de cuivre ».
Certaines espèces d'adventices, comme les messicoles, peuvent avoir une valeur culturelle.

## Gestion des adventices
La gestion des adventices peut se raisonner à différentes échelles de temps et combiner des interventions à différents stades du développement de la culture ou des adventices. Toutes les pratiques agricoles influençant la composition et l'abondance des communautés d'adventices, elles peuvent toutes être utilisées pour gérer leur nuisibilité. Parmi les pratiques visant à limiter le stock de graines, on peut citer la composition de la rotation, le travail du sol et la pratique du faux-semis. Le décalage de la date de semis est une stratégie d'évitement des adventices. La gestion de la fertilisation azotée, les mélanges variétaux, le semis sous couvert, le choix de variétés concurrentielles, de densités de semis élevées, ou d'écartement faible des rangs contribuent à l'atténuation en culture. Enfin, le désherbage mécanique et le désherbage chimique comptent parmi les solutions de rattrapage. Le désherbage manuel est ou a été également utilisé pour certaines cultures (cultures potagères, riz).
La lutte intégrée ou les méthodes de culture modernes s'inspirant des mécanismes naturels - la permaculture, l'agroforesterie, l'agriculture naturelle - limitent le besoin de désherbage en utilisant une combinaison de techniques et d'approches (biologiques, chimiques, physiques, culturales variétales) qui peuvent comprendre une couverture du sol permanente, un paillage de matériaux organiques, l'utilisation d'engrais verts, la densification des cultures de manière à ne pas laisser la lumière atteindre le sol et ainsi empêcher la croissance des « mauvaises herbes ».

### Composition de la rotation culturale
L'espèce cultivée a un fort impact sur la composition de la communauté d'adventices : certaines espèces sont fréquemment associées à une culture donnée : chénopode et amarante dans les betteraves, gaillet et véronique dans les céréales, brassicacées dans le colza etc,,,. En raison de phénomènes de mimétisme vavilovien, il s'agit souvent d'espèces appartenant à la même famille botanique que la culture, ainsi que d'espèces présentant des caractéristiques écologique ou phénologiques proches de celles de la culture. Ainsi, les cultures sont généralement dominées par des adventices dont la saison de germination est similaire à la saison de semis de la plante cultivée (automne, printemps ou été),,. Les cultures pérennes (luzerne) présentent également une plus grande proportion d'adventices pérennes que les cultures annuelles.
Les adventices germant principalement à partir de la banque de graines constituée pendant les 2 ou 3 années précédentes, la composition de la rotation de culture est le levier agronomique majeur permettant de contrôler la composition de la communauté d'adventices et d'empêcher l'implantation d'une flore adventice très spécialisée vis-à-vis de la culture et donc très compétitive. Historiquement, dans les systèmes d'assolement triennal, la succession d'une culture d'hiver et d'une culture de printemps était une des techniques de contrôle des adventices.
La composition de la rotation culturale conditionne également les pratiques agricoles : des successions de cultures différentes, particulièrement les alternances de cultures monocotylédones et dicotylédones, permettent de varier les herbicides utilisés. L'implantation de cultures sarclées (mais, betterave, navet) permet de mettre en œuvre un désherbage mécanique. Cette diversification des pratiques de désherbage permet d'éviter l'implantation d'une flore adventice très spécialisée et donc compétitive.

### Travail du sol et désherbage mécanique
Le travail du sol, même superficiel, détruit les parties aériennes des adventices, fragmente et expose à l'air leurs systèmes racinaires. C'est le principe du désherbage mécanique. Il détruit préférentiellement les espèces pérennes et les monocotylédones. Il peut être combiné avec le faux semis : un léger travail du sol permet d'activer les graines en surface, qui peuvent ensuite être détruites mécaniquement ou chimiquement.
Le travail du sol modifie également la disposition des graines dans le sol. Le semis direct ou le travail du sol sans retournement entraînent une accumulation des graines dans les premiers centimètres du sol,, elles ont alors une forte probabilité de germer, ce qui peut être un avantage s'il est possible d'effectuer un désherbage. Elles sont également plus exposées à la prédation,, ce qui entraîne une décroissance plus rapide du stock semencier. Ceci favorise les graines sans dormance ou de faible longévité. En revanche, en cas de labour avec retournement, les graines sont distribuées de manière homogène dans le sol Leur probabilité de germination est faible mais elles peuvent conserver leur capacité germinative plusieurs années et germer si le sol est à nouveau retourné,. Ceci favorise les graines à dormance longue (à Taux Annuel de Décroissance faible).

### Faux semis
Un léger travail du sol (déchaumage superficiel, par exemple) permet de provoquer la germination des graines présentes en surface, qui peuvent ensuite être détruites mécaniquement ou chimiquement.

### Gestion de la fertilisation
La fertilisation localisée : en ne déposant la fertilisation qu'au plus près de la plante cultivée, on lui donne un avantage sur les adventices. Même si elles lèvent, celle-ci seront moins vigoureuses que la culture.

### Désherbage chimique
Il existe des désherbants totaux et des molécules très spécifiques. Les désherbants totaux sont très efficaces pour désherber des champs avant mise en culture. Afin d'éviter des traitements inutiles et ne pas tuer la plante cultivée, l'agriculteur conventionnel ou l'applicateur de pesticide doit pouvoir identifier les herbes folles présentes dans ses parcelles. Les herbicides sont plus ou moins spécifiques. On distingue deux grandes classes d'herbicides, les anti-dicotylédones, utilisables sur les cultures de monocotylédones et les anti-monocotylédones, utilisables sur les cultures de dicotylédones. Néanmoins, il existe des herbicides dont la spécificité est plus fine.
De manière générale, les herbicides favorisent les adventices appartenant à la même famille que la culture, qui y sont moins sensibles,.
Les OGM résistants aux herbicides sont un cas particulier du désherbage chimique permettant d'utiliser des désherbants à spectre plus large.

### Bioherbicide
En agriculture, les bioherbicides sont des agents biologiques visant les plantes. En 1971, un bioherbicide était défini comme une substance destinée à réduire les « mauvaises herbes » et ne provoquant pas de dégradation de l’environnement (Revue semestrielle de terminologie française, 1971). De nos jours, la définition d’un bioherbicide a évolué. D’après Bailey (2014), les bioherbicides sont des produits d'origine naturelle ayant un pouvoir désherbant.
Ces produits peuvent être soit :
- des micro-organismes
- des dérivés d’organismes vivants comprenant entre autres les métabolites naturels que produisent ces organismes au cours de leur croissance et leur développement. Leur utilisation est souvent critiquée par manque d'efficacité au champ, mais peut largement être combinée à d'autres techniques de gestion de la flore adventice[55].

### Semis direct sous couvert
Le paillis formé par les plantes de couverture, voire le couvert vivant diminue la levée des adventices et leur croissance précoce.
Le non travail du sol concentre les semences dans les premiers horizons du sol. Après grenaison les semences d'adventices se retrouvent en surface et germent moins bien qu'enfouies

### Effets néfastes de la lutte contre les adventices en France
Une lutte efficace contre les adventices peut entraîner une réduction de la biodiversité des adventices et des oiseaux des champs qui s'en nourrissent,,. En Midi-Pyrénées, le Conservatoire Botanique Pyrénéen (CBP) de Bagnères-de-Bigorre a publié un inventaire de 150 plantes de moissons inféodées aux cultures, dont de nombreuses en voie de disparition. En effet, ces adventices s'interchangeaient naturellement jusqu'à la première moitié du XXe siècle dans les sacs de semences. L'obsolescence de cette méthode a perturbé la dynamique et la diversité génétique des semences d'adventices. En France, un plan national d'action a été mis en place afin de combattre la perte de diversité des messicoles.
La majorité des effets néfastes sont liés à l'usage des herbicides. Les plus grands utilisateurs de désherbants sont les agriculteurs conventionnels, mais aussi les jardiniers, qu'ils soient professionnels ou amateurs. La quantité de produits vendue dans les jardineries est bien trop importante, par rapport au rendement nécessaire dans un jardin.
Il importe de prendre conscience que le désherbage systématique des plantes adventices n'est ni une pratique adaptée ni réfléchie, mais plutôt le reflet d'une incompréhension du fonctionnement des écosystèmes et de la place de l'homme au sein de ceux-ci. À long terme, les effets néfastes de ces pratiques, parfois irrémédiables, sur les écosystèmes et la santé humaine, sont plus importants que les bénéfices, même s’il arrive que les nuisances restent invisibles à court terme.
En France comme dans un grand nombre de pays, l'utilisation d'herbicides pour contrôler le développement des herbes folles a entraîné une contamination largement répandue des eaux de surface et des eaux souterraines,par des substances actives de désherbants, en particulier de la famille chimique des triazines : simazine, terbuthylazine… Les herbicides de la famille des triazines font l'objet de mesures d'interdiction en France mais pas dans l'Union Européenne. La contamination des eaux peut être le fait de la substance active ou de ses produits de dégradation: l'AMPA, un produit de dégradation du glyphosate, et les produits de dégradation de l'atrazine sont fréquemment observées. Ces pollutions entraînent une hausse des coûts de potabilisation. Des résidus de pesticides sont également détectables dans de nombreux sols, y compris loin de leur zone d'application. Ils peuvent avoir des conséquences sur les communautés microbiennes des sols.
Les traitements répétés sur de grandes surfaces ont causé l'apparition de plantes résistantes à plusieurs types de désherbants,. L'amarante traitée depuis des années peut être tellement résistante que des hectares de terres sont abandonnés[réf. nécessaire].
L’utilisation des pesticides est à l’origine de maladies touchant les agriculteurs et leur famille : dépression, cancer,, dégénérescence rétinienne, problèmes respiratoires, maladie de Parkinson et malformations congénitales.
La possibilité du développement de cultures de maïs transgéniques, présentant une tolérance à des herbicides, comme le glyphosate (Roundup), ou encore le glufosinate ammonium avec l'événement de transformation T25, suscite des interrogations. Employés dans le respect des bonnes pratiques agricoles, ces OGM devraient effectivement réduire la consommation d'herbicides au cours des premières années d'utilisation. Toutefois, toute utilisation de désherbants, raisonnée ou non, peut induire de nouvelles pollutions de l’eau et provoquer une l'apparition d'une résistance, nécessitant éventuellement l'emploi de quantités accrues des produits. C’est ainsi que les plantes transgéniques risquent de se transformer en outils de sélection des espèces vivantes qu'elles prétendent combattre.
En France, le plan Ecophyto 2018 visait à réduire de 50 % l'usage des pesticides entre 2008 et 2018. Son échéance a été reportée à 2025.

## Évolution historique des communautés d'adventices

### Europe
Une partie des adventices européennes étaient probablement déjà présentes en Europe avant l'arrivée de l'agriculture, dans la toundra de l'époque glaciaire ou dans les habitats perturbés, naturels ou créés par les chasseurs-cueilleurs. Néanmoins ces espèces sont difficiles à identifier aujourd'hui.
Beaucoup d'adventices ont été apportées en Europe au moment de la diffusion de l'agriculture, mélangées au graines des plantes cultivées (hémérochorie), accrochées aux poils du bétail ou aux affaires des humains. Elles provenaient majoritairement du Proche-Orient, lieu d'origine de l'agriculture européenne et centre de domestication majeur, mais certaines venaient également de Grèce et d'Anatolie. Au cours de leur diffusion, elles ont subi une sélection naturelle qui leur a permis de s'adapter à de nouveaux climats. Parmi ces espèces on peut citer Nigella arvensis, Valerianella echinata, Centaurea cyanus, Papaver argemone, Camelina sativa, Avena sativa, Neslia paniculata, Silene noctiflora, Thlaspi arvense.
En Europe, l'agriculture s'est propagée à la fois le long de la côte méditerranéenne et en remontant la vallée du Danube. Ces deux courants ont apporté des espèces ou des génotypes d'adventices différents, adaptés aux climats rencontrés. C'est le cas des sous-espèces Avena sativa sterilis, présente en Europe du Nord, et Avena sativa fatua, présente en Europe du Sud.
Certaines espèces remontent de l'Espagne vers la France, suivant la diffusion de l'agriculture méditerranéenne : Delphinium verdunense, Nigella gallica, Glaucium corniculatum, Hypecoum pendulum, Roemeria hybrida .
Le mouvement d'introduction en provenance du Proche-Orient continue ensuite à un rythme plus faible: Bifora radians, Conringia orientalis et Myagrum perfoliatum arrivent au cours du Moyen Âge.
L'ensemble de ces espèces, arrivées avant 1500, sont nommées archéophytes. Les adventices arrivées après 1500 sont nommées néophytes.
La découverte de l'Amérique par les Européens, puis le développement du commerce avec les autres continents, provoque un afflux important de nouvelles espèces en Europe, principalement américaines. Le rythme est d'environ 3 espèces par an jusqu'au XIXe siècle puis d'environ 30 espèces par an au XXe siècle,. Pour des raisons climatiques, elles s'implantent principalement en Europe du Sud et leur fréquence diminue à mesure que l'on monte vers le nord de l'Europe. En France, environ 200 sur les 1 200 espèces d'adventices potentielles sont des néophytes.
Parmi les espèces provenant d'Amérique, on peut citer : Amaranthus retroflexus, Ambrosia artemisiifolia, Conyza canadensis, Panicum capillare, Setaria parviflora, Conyza bonariensis, Datura stramonium, Dichanthium saccharoides, Galinsoga quadriradiata, Xanthium stumarium, Aster squamatus, Bidens subalternans, Bromus catharticus, Paspalum dilatatum.
Artemisia verlotiorum et Matricaria discoidea proviennent d'Extrême-Orient, Senecio inaequidens et Oxalis pes-caprae d'Afrique du Sud, Chenopodium pumilio d'Australie.
En parallèle, les mutations des pratiques agricoles entraînent une diminution de la diversité et de l'abondance des adventices, qui commence à la fin du XVIIIe siècle puis s'amplifie après 1950. Cette perte de biodiversité est due à l'amélioration des pratiques de désherbage : tri des semences, désherbage mécanique des cultures sarclées, allongement des rotations puis, après 1945, utilisation des herbicides,,,.
À partir des années 1950 s'ajoute à cette augmentation de la pression de désherbage, une simplification des rotations de culture et une meilleure maitrise du milieu (chaulage, fertilisation, drainage) qui conduisent à une homogénéisation des sols.
Linaria arvensis, Filago neglecta, Filago arvensis et Nigella arvensis ne sont plus observées en France après 1920. En 2001, 300 espèces étaient en régression, et 100 étaient menacées. Le nombre moyen d'espèces d'adventices par champ a diminué de 20 % entre 1945 et 2000 en Europe et de 42 % entre 1970 et 2000 en France.
En conséquence, les espèces présentant des stratégies écologiques intermédiaires entre les stratégies stress-tolérantes et rudérales ont disparu ou régressé au profit des espèces rudérales, qui ont un taux de croissance et une capacité reproductive plus élevées. Les espèces spécialistes de types de sols particuliers (calcaires, pauvres, acides, sableux), qui présentent souvent des caractéristiques stress-tolérantes, ont particulièrement régressé en raison de l'homogénéisation des conditions pédologiques. C'est le cas de Gnaphalium uliginosum, Misopates orontium et Stachys arvensis, spécialistes des sols acides et sableux. En revanche, les espèces spécialistes d'une culture donnée, caractérisées par un syndrome de mimétisme vavilovien, ont augmenté leur fréquence en raison de la simplification des rotations de culture,,. Les espèces généralistes, capables de s'implanter dans plusieurs types de culture et sur plusieurs types de sol, se sont maintenues ou ont augmenté leur fréquence, car elles sont moins sensibles aux variations des pratiques agricoles. C'est le cas de Senecio vulgaris, Matricaria perforata et Cirsium arvense.
Il semble que depuis 1980, le nombre moyen d'espèces d'adventices par parcelle tende à nouveau à augmenter, peut-être en lien avec le développement de l'agriculture biologique et avec la diminution de l'usage des herbicides. Les espèces en augmentation sont principalement des espèces préférant les sols riches, néophytes ou monocotylédones mais rarement des espèces menacées.

### Amérique

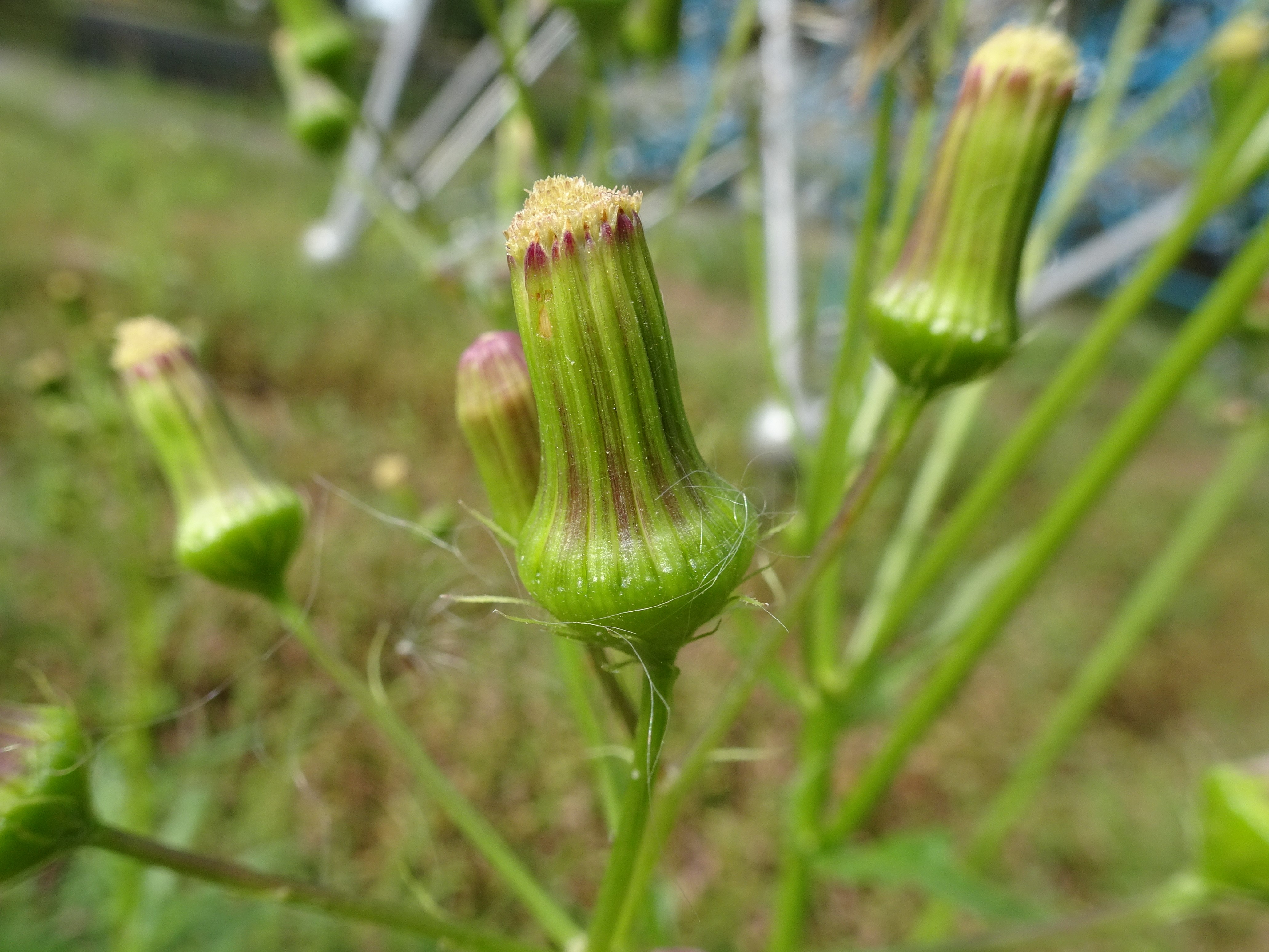
Erechtites hieraciifolius dans un parc public au Massachusetts.

Dans les premiers siècles qui suivirent la découverte de l'Amérique par les Européens, peu de nouvelles espèces d'adventices pénètrent sur le continent. Cependant, à partir du XVIIIe siècle, plusieurs espèces d'adventices européennes et africaines s'implantent en Amérique, principalement en lien avec les importations de bétail. Pour des raisons climatiques, on retrouve surtout des espèces européennes dans les zones tempérées, des espèces méditerranéennes en Californie et des espèces africaines dans les zones tropicales.

### Australie et Nouvelle-Zélande

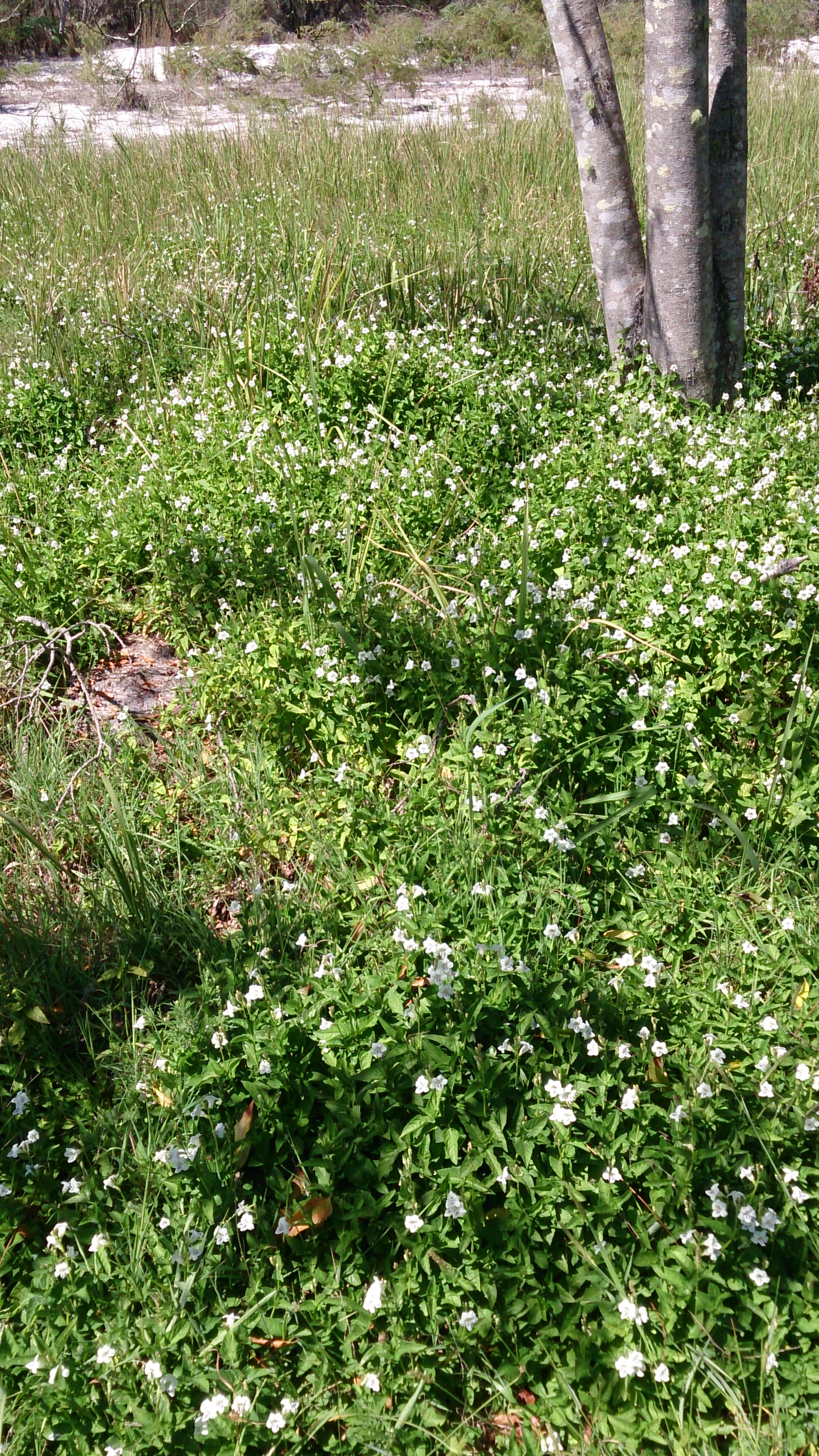
Asystasia gangetica
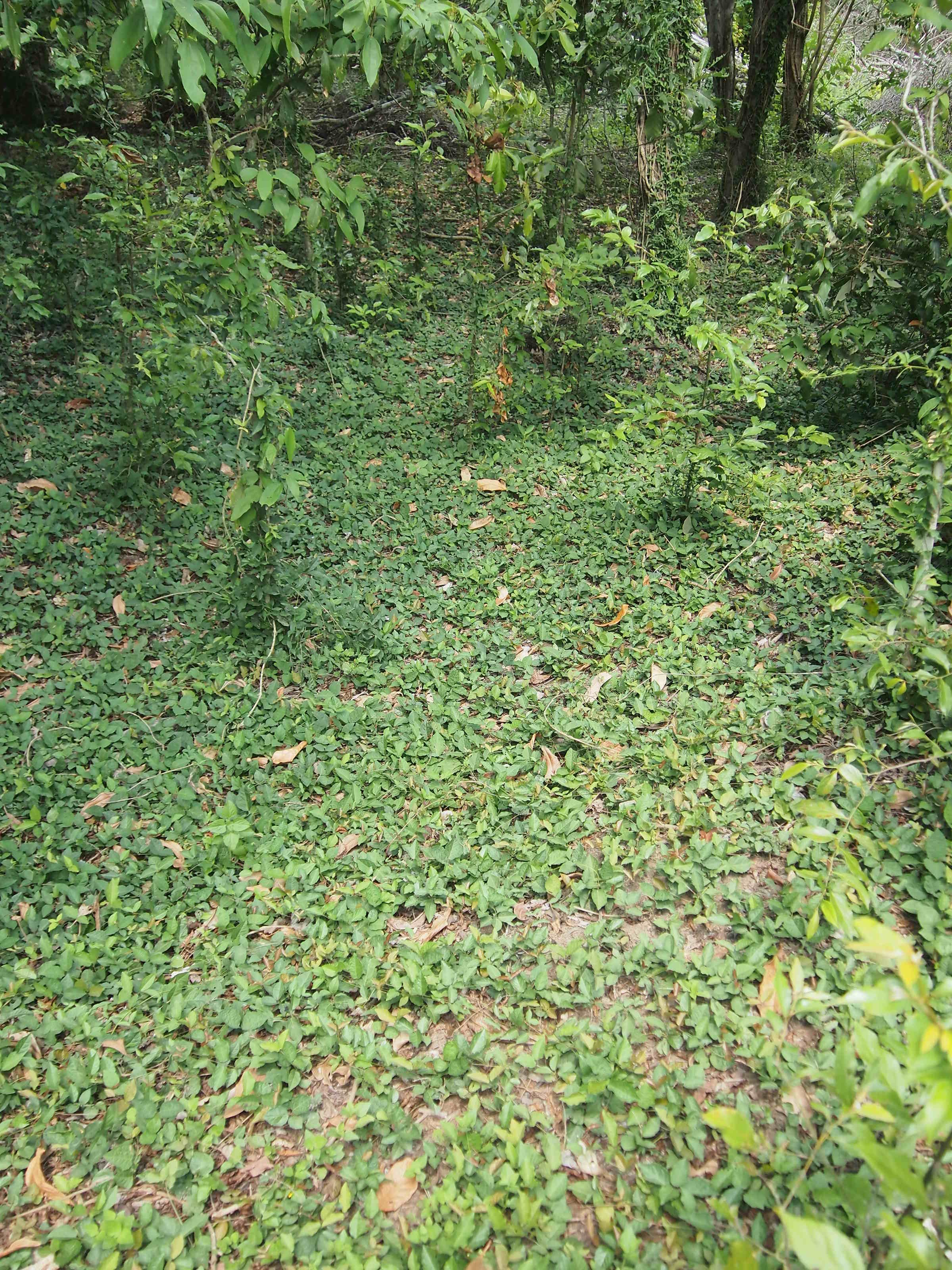
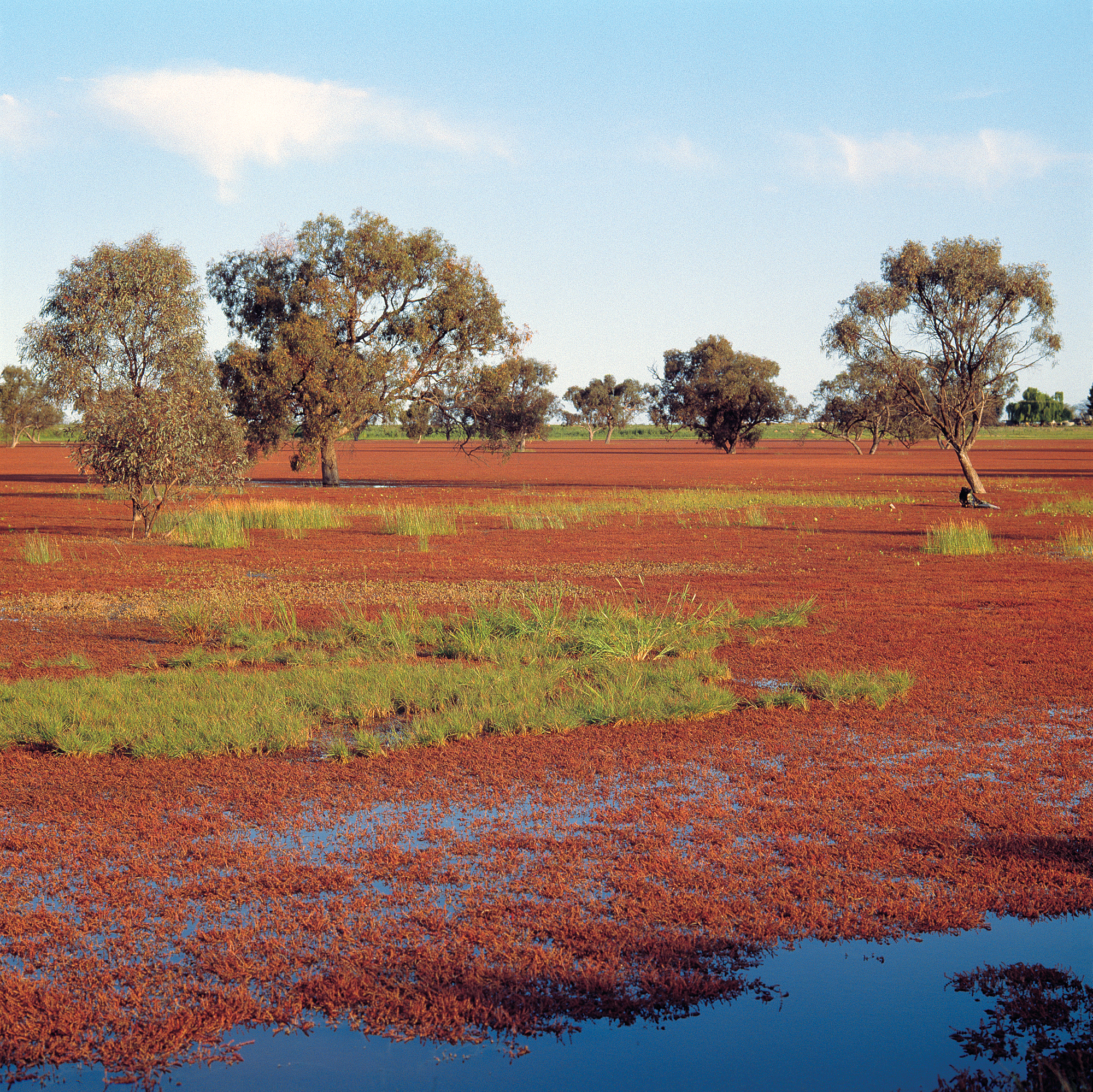

## Comestibilité
De nombreuses adventices sont comestibles, crues et/ou cuites tout ou partie de leur vie (notamment quand elles sont jeunes) et parfois utilisées pour leurs racines ou leurs graines.
Certaines cultures paysannes utilisaient ainsi une partie du produit du désherbage manuel des champs ou jardins comme ressource alimentaire.

## Aspects culturels
En français, par extension, les expressions mauvaise herbe ou mauvaise graine désigne également l'enfant ou l'adolescent proche de la délinquance. Cette acception du terme se retrouve par exemple dans la chanson « La mauvaise herbe » de Georges Brassens ou encore « Mauvaise graine » de Ken Samaras.
Certaines espèces ont une valeur symbolique importante dans les cultures humaines. Ce sont principalement des espèces messicoles. Le coquelicot est associé à la mémoire des combattants de la Première Guerre mondiale dans les pays du Commonwealth. Le bleuet remplit parfois aussi ce rôle en France.
Belles de Bitume est un spectacle urbain mettant en valeur les mauvaises herbes.